# 雨の西麻布
}}
「雨の西麻布」（あめのにしあざぶ）は、とんねるずの5枚目のシングル。1985年9月5日発売。1993年9月22日に8cmCDで再発売。

## 概要
作詞の秋元康はあまり有名ではない街で曲を作りたいと考えて「雨の亀戸」として制作したが、石橋が亀戸に行ったことがなかったため、西麻布に変更された。
イントロや曲中の語りにあるように、本作を機に『紅白歌合戦』の大舞台に立つことを本気で目指しはじめた。「紅白を」「狙います」とはしていたものの、当時はNHKのオーディションに合格していなかった。石橋が後年語ったところでは、当初は「やぶさかでない」でオーディションを受けようとしたが、懇意にしていた美空ひばりに「『雨の西麻布』の方がいい」とアドバイスされたため、本曲でオーディションを通過した。2人はバラエティを中心にNHKのテレビ番組に出演し、6年後の1991年に「情けねえ」のヒットで、念願の紅白出場を果たした。
曲の最後の「双子のリリーズ」というフレーズは、演歌（とセリフの中でも称しているが実際はムード歌謡）を真面目に歌うだけでなく「お笑い性を少しだけ出そう」というスタッフの考えによるものである（ニッポン放送『とんねるずのオールナイトニッポン』で秋元が発言）。
内山田洋とクール・ファイブがコーラスで参加している。「雨の西麻布」の累計売上は40万枚。
2009年9月11日放送の『おもいッきりDON!』（日本テレビ）に出演したザ・リリーズによれば、本曲のレコーディングの際、リリーズは同じスタジオ（ビクター青山スタジオ）に居合わせていた。
本曲はシングル版のほか、コーラスなし版、楽器・冒頭にくしゃみを挿入・「双子のリリーズ」のフレーズをセリフに差し替えた「雨の西麻布（Original Version）」（『自歌自賛 ザ・ベスト・オブとんねるず』収録）の3バージョンが存在する。1985年12月16日には6曲入のカセットテープのみの企画で、「雨の西麻布～にっぽんの心」が発売された。

## 収録曲

### オリジナル盤
1. 雨の西麻布
  - 作詞：秋元康／作曲：見岳章／編曲：高田弘
2. 僕は鳥になりたい
  - 作詞：秋元康／作曲・編曲：見岳章

### 再発盤
1. 雨の西麻布
2. 歌謡曲
  - 作詞：秋元康／作曲：見岳章／編曲：水谷公生

### カセットテープ企画 『雨の西麻布～にっぽんの心～』
《SIDE-A》
1. 雨の西麻布 （唄：とんねるず、コーラス：内山田洋とクールファイブ）
2. その後の西麻布 （唄：ボブ＆トメ）
3. 双子の西麻布 （唄：リリーズ）

《SIDE-B》
1. 一気！
2. Chadawa
3. 雨の西麻布 （オリジナル・カラオケ）（演奏：ビクターオーケストラ）

## 受賞ほか
- FNS歌謡祭 特別賞
- 第18回 全日本有線放送大賞 最優秀新人賞
- 第18回 日本有線大賞 最優秀新人賞
- 第23回 （1985年度）ゴールデン・アロー賞 芸能新人賞
- 「ザ・トップテン」1位